# Top Gun (videojuego)
Top Gun es un videojuego del año 1986, basado en la película del mismo título del videojuego.
Las desarrolladoras al mando de la adaptación a videojuegos son doublesix subsidiaria de Kuju Entertainment, la creadora de Burn Zombie Burny South Park Atreves de la industria llamada Paramount Digital Entertainment
La trama de la película se centra en la rivalidad entre Maverick y un piloto llamado Bradley Bradshaw, quien es el hijo del fallecido compañero de Maverick, Nick Goose Bradshaw;presenta escenas de combate aéreo y maniobras de vuelo.
La trama del videojuego estuvo dirigirá por Jacks Epps, Jr., el guionista original de la película para la expansión de la historia más allá de la película.
El videojuego está disponible para distintas plataformas y modos de juego:
Top Gun: combate aéreo: Este juego para Nintendo Switch permite elegir entre diferentes sistemas de misiles y rifles.
Top Gun: Fire at Will: Este juego para Mac OS cuenta con diferentes misiones que se pueden completar, y también tiene un modo de entrenamiento
Top Gun: Hard Lock: Este juego cuenta con varios modos de juego, incluyendo Deathmatch, que ofrece un combate aéreo en el que los jugadores pueden jugar hasta con 16 jugadores, Defender la base del equipo contrario, Escoltar un avión y Ataque.
Mixlore Juego de estrategia: Este juego de estrategia permite a los jugadores enfrentarse en un ejercicio de entrenamiento de combate aéreo, en el que deben maniobrar estratégica-mente sus aviones.
Los posteriores lanzamientos de secuelas realizados en relación con este juego son:
2002  Top Gun: Combat Zones
2006  Top Gun
2012  Top Gun: Hard Lock

2021  Top Gun Air Combat 
- Datos: Q16640976